# Anvik
Anvik és una població dels Estats Units a l'estat d'Alaska. Segons el cens del 2007 tenia 94 habitants.

## Demografia
Segons el cens del 2000, Anvik tenia 104 habitants, 39 habitatges, i 23 famílies La densitat de població era de 4,2 habitants/km².
Dels 39 habitatges en un 41% hi vivien nens de menys de 18 anys, en un 30,8% hi vivien parelles casades, en un 25,6% dones solteres, i en un 41% no eren unitats familiars. En el 33,3% dels habitatges hi vivien persones soles el 7,7% de les quals corresponia a persones de 65 anys o més que vivien soles. El nombre mitjà de persones vivint en cada habitatge era de 2,67 i el nombre mitjà de persones que vivien en cada família era de 3,43.
Per edats la població es repartia de la següent manera: un 38,5% tenia menys de 18 anys, un 8,7% entre 18 i 24, un 26,9% entre 25 i 44, un 18,3% de 45 a 60 i un 7,7% 65 anys o més.
L'edat mitjana era de 28 anys. Per cada 100 dones hi havia 121,3 homes. Per cada 100 dones de 18 o més anys hi havia 120,7 homes.
La renda mitjana per habitatge era de 21.250 $ i la renda mitjana per família de 18.125 $. Els homes tenien una renda mitjana de 0 $ mentre que les dones 18.750 $. La renda per capita de la població era de 8.081 $. Aproximadament el 40% de les famílies i el 44,2% de la població estaven per davall del llindar de pobresa.

## Poblacions més properes
El següent diagrama mostra les poblacions més properes.